# Periscepsia nigra
Periscepsia nigra är en tvåvingeart som först beskrevs av Jacques-Marie-Frangile Bigot 1857.  Periscepsia nigra ingår i släktet Periscepsia och familjen parasitflugor.
Artens utbredningsområde är Kuba. Inga underarter finns listade i Catalogue of Life.